# Cologny
Cologny (/kɔlɔni/ ou /kɔlɔɲi/) est une commune suisse du canton de Genève.

## Géographie
Cologny est une commune essentiellement résidentielle, située sur un coteau dominant le lac Léman. C'est une des communes les plus riches du canton de Genève.
La commune de Cologny s'étend sur 3,67 km2. Lors du relevé de 2013-2018, les surfaces d'habitations et d'infrastructures représentaient 81,9 % de sa superficie, les surfaces agricoles 15,1 %, les surfaces boisées 3,6 % et les surfaces improductives 0,3 %.
La commune comprend les quartiers de Frontenex, Grange-Canal, La Gradelle et Ruth. Elle est limitrophe de Collonge-Bellerive, Choulex (5 m.), Vandœuvres, Chêne-Bougeries et Genève.

## Toponymie
Le nom de la commune, qui se prononce /kɔlɔni/ ou /kɔlɔɲi/, dérive d'un gentilice Colonius, propriétaire d'un domaine rural, et du suffixe celtique -akos/-acum, qui désigne un lieu.
Sa première occurrence écrite remonte à 1190, sous la forme de Coluniacio et Coluniaco.

## Histoire
La station palafittique de Cologny-La Belotte a livré du matériel archéologique attribuable à la période du Bronze ancien, avec des pilotis datés par dendrochronologie de  1805-1778 av. J.-C..

## Politique
La commune est dirigée par un Conseil administratif (exécutif) et un Conseil municipal (législatif).

### Administration communale
La mairie de Cologny se trouve dans le bâtiment du Gerdil, acheté par la commune en 1944, sis route de La-Capite 24.
Les inventaires des archives communales sont publiés en ligne sur la plateforme intercommunale.

### Conseil administratif
Le Conseil administratif compte trois membres. Avant 1980, la commune comptait moins de 3 000 habitants et n'avait donc pas de conseil administratif, mais uniquement un maire et deux adjoints,,.
Il est composé de deux représentants du Parti libéral-radical (PLR) et d'un membre de Hors Partis (parti colognote regroupant des sans parti, créé en 1963,) depuis la législature 1995-1999.
| Identité         | Étiquette | Étiquette   | Fonction (Période 2024-2025) | Dicastères |
| ---------------- | --------- | ----------- | ---------------------------- | --- |
| Catherine Pahnke |           | PLR         | Conseillère administrative   | Sécurité Finances Communication, manifestations et information Écoles Informatique Défense militaire et économique Personnel de la sécurité et comptable et finances Politique générale des Ressources humaines Recours taxe professionnelle |
| Bernard Girardet |           | PLR         | Conseiller administratif     | Sports Constructions Entretien des bâtiments Routes et espaces publics Personnel des routes et chemins, des parcs et promenades et du service technique Comité du Centre Sportif de Cologny                                                  |
| Pascal Hornung   |           | Hors Partis | Maire                        | Social Culture Urbanisme et développement Environnement, agriculture et énergie Personnel administratif et bureautique État civil Petite enfance Comité au Manoir Association du Foyer Saint-Paul Association du Théâtre Le Crève-Cœur       |

### Conseil municipal
Le Conseil municipal est composé de 21 membres.
Il est dirigé par un bureau composé d'un président, d'un vice-président et d'un secrétaire. Des commissions, dans lesquelles les partis élus au conseil municipal sont représentés par 1 ou 2 commissaires, proportionnellement à leur nombre de sièges en plénière, traitent des sujets particuliers : finances, bâtiments, affaires sociales, etc.
À la suite des élections municipales du 23 mars 2025, le conseil municipal, composé de 21 membres (ainsi que d'un bureau avec un président, un vice-président et un secrétaire), est renouvelé, et est représenté de la manière suivante :
| Parti                                     | Voix | Suffrages en % | +/-  | Sièges  | +/- |
| ----------------------------------------- | ---- | -------------- | ---- | ------- | --- |
| Parti libéral-radical (PLR)               | 776  | 46,44 %        | 2,42 | 11 / 21 | 0   |
| Hors Partis                               | 682  | 41,24 %        | 1,93 | 10 / 21 | 1   |
| Liberté et Justice sociale (LJS)          | 97   | 5,70 %         | 5,70 | 0 / 21  | 0   |
| Alternative Écologique et Sociale Cologny | 70   | 4,19 %         | 3,78 | 0 / 21  | 1   |
| Le Centre (LC) - Vert'libéraux            | 39   | 2,43 %         | 2,43 | 0 / 21  | 0   |

## Population

### Gentilé
Les habitants de la commune se nomment les Colognotes.

### Démographie

#### Évolution de la population
La commune compte 6 024 habitants au 31 décembre 2023 pour une densité de population de 1 641 hab/km2. Sur la période 2010-2023, sa population a augmenté de 23,7 % (canton : 14,6 % ; Suisse : 9,4 %).  

#### Pyramide des âges
En 2023, le taux de personnes de moins de 30 ans s'élève à 33,2 %, au-dessous de la valeur cantonale (33,7 %). Le taux de personnes de plus de 60 ans est quant à lui de 26,2 %, alors qu'il est de 22,2 % au niveau cantonal.
La même année, la commune compte 2 827 hommes pour 3 197 femmes, soit un taux de 46,9 % d'hommes, inférieur à celui du canton (48,3 %).
| Hommes | Classe d’âge | Femmes |
| ------ | ------------ | ------ |
| 1,5    | 90 ans ou +  | 2,5    |
| 9,4    | 75 à 89 ans  | 10,2   |
| 13,8   | 60 à 74 ans  | 14,9   |
| 20,3   | 45 à 59 ans  | 20,3   |
| 20,0   | 30 à 44 ans  | 20,8   |
| 15,7   | 15 à 29 ans  | 14,9   |
| 19,4   | - de 14 ans  | 16,4   |

| Hommes | Classe d’âge | Femmes |
| ------ | ------------ | ------ |
| 0,7    | 90 ans ou +  | 1,5    |
| 6,5    | 75 à 89 ans  | 8,8    |
| 13,0   | 60 à 74 ans  | 13,8   |
| 21,7   | 45 à 59 ans  | 21,5   |
| 22,9   | 30 à 44 ans  | 22,4   |
| 18,6   | 15 à 29 ans  | 17,2   |
| 16,7   | - de 14 ans  | 14,8   |

### Éducation
Deux écoles se situent sur la commune, « L'école du Manoir » et celle de « Pré-Picot » (sise sur la commune de Cologny, mais gérée par la Ville de Genève). L'école du Manoir, située au centre du village, fut construite entre 1980 et 1983. Il y a près de 200 élèves répartis sur trois étages (trois classes à l'étage, également trois classes au rez-de-chaussée supérieur et une seule classe au rez-de-chaussée inférieur).

## Économie
Cologny compte quelques PME, un certain nombre de commerces et des sociétés de services. Le World Economic Forum (Forum économique mondial) ainsi que la Fondation Martin Bodmer y ont leur siège. Seuls 15 % des Colognotes travaillent sur le territoire communal, essentiellement dans le secteur des services, notamment le commerce et la restauration.

## Culture et patrimoine

### Patrimoine bâti

#### Rampe de Cologny
À l’embouchure du cours d’eau du Traînant, qui formait la limite des franchises de Genève au Moyen Âge, la Rampe de Cologny constitue l’ancien accès au village. Ce secteur est visible déjà sur le tableau La Pêche miraculeuse peint en 1444 par Conrad Witz.
La Rampe de Cologny comporte plusieurs propriétés intéressantes :
Traînant (Rampe de Cologny 1 / Quai de Cologny 2), ancienne maison de vigneron de 1738, augmentée en 1756 d’une maison de maître. Les façades tournées vers Genève et vers le lac sont embellies après 1768 pour abriter une auberge.
Petit-Cologny (Rampe de Cologny 5), maison de maître par l’architecte Adolphe Reverdin, 1858.
Hauterive (Rampe de Cologny 11-13), domaine viticole développé par la famille Rilliet au XVIIIe siècle. Aux deux maisons perpendiculaires à la route s’ajoute vers 1775 une maison de maître. Elle subit d’importants remaniements avant 1822 pour Charles Turrettini-Necker.
Champ-de-la-Tour (ch. de Bellefontaine 10-12). Maison de maître construite vers 1824 pour David-Marc Paccard, banquier. Elle est remaniée en 1834-1835, notamment pour une dépendance avec serre et bains.
Hauterive (ch. de Bellefontaine 9), maison de maître construite en 1853-1854 par le banquier David-Marc Paccard pour sa fille Palmyre, épouse Ador. Gustave Ador y a vécu. Après 1866, l’architecte Samuel Darier ajoute, contre le mur d’enceint du chemin du Righi, une maison de jardinier avec remise, écurie, orangerie.
Maison bourgeoise (Rampe de Cologny 31) construite vers 1780 pour le chirurgien et cabaretier Pierre Lafont.

#### Cologny
Le temple (Pl. Pierre-Gautier 2) date de 1709 et s’élève à l’emplacement de l’ancienne église Saint-Pierre, citée dès 1344. L’édifice actuel présente un plan rectangulaire avec façade pignon ajourée de deux fenêtres en plein cintre. L’horloge est sommée d’un clocher en 1842. Édifice restauré en 1904-1906. Sur le parvis, cinq mosaïques dues à Marguerite Naville et au Gruppo Mosaicisti de l’Académie des Beaux-Arts de Ravenne .
La cure, par Jacques-Louis Brocher (1839-1840).
Le Manoir (pl. du Manoir 4). Ce nom évoque une ancienne maison haute des années 1550 (famille Gautier), reconstruite en 1860 pour le banquier David Marc Paccard. Aujourd’hui espace culturel communal.
La Fondation Martin Bodmer (ch. du Guignard 19-21) fondée en 1951 par Martin Bodmer abrite une prestigieuse collection de documents écrits illustrant la culture humaniste et universelle. Elle a pris place dans un édifice conçu par l’architecte Mario Botta .
Une maison de maître (route de la Capite 37) a été construite en 1709 pour Marie-Anne Favre-Calandrini. Elle est caractérisée par de hautes fenêtres rectangulaires, cinq œils-de-bœuf et un balcon central. Le hall comporte un bel escalier. Vers 1728, le banquier Henri Favre-Boissier complète l’édifice d’une aile en développant à l’arrière une élégante architecture d’inspiration française, ouverte sur le jardin par une série d’arcades.
La Villanelle (route de la Capite 39). Maison de maîtres construite peu avant 1760 au centre d’un domaine viticole pour Jean-Louis Cramer, banquier. Ce volume rigoureux, sans fronton, avec une cour flanquée de deux dépendances symétriques, est assez représentatif de la sobre architecture des négociants-banquiers genevois.
Le Gerdil (route de la Capite 24) abrite depuis 1944 la mairie de Cologny. Cette maison de maître a été élevée peu avant 1711 pour Gabriel Rilliet-Favre. Le portail d’entrée, en ferronnerie, est inspiré d’un projet publié en 1713 par Pierre Gignoux. Le banquier Jean-Michel de Tournes-Lullin ajoute en 1780 une travée supplémentaire (avec monogramme sur la balustrade du perron côté jardin). Édifice restauré en 1944 et 1974. Le parc est accessible au public.

#### Vers Ruth et Cologny-Dessous
La maison Diodati (ch. de Ruth 9), était à l’origine un pavillon de luxe construit vers 1710-1711 pour Gabriel Diodati-Mestrezat. L’édifice ne comportait alors qu’un seul niveau au-dessus d’une cave de plain-pied, avec terrasse et balcon vers le lac. La balustrade à motifs de lyre, due au ferronnier Pierre Gignoux, est conservée dans la cour d’entrée. La maison a été développée vers 1780-1783 pour le comte Jean Diodati-Tronchin, recevant probablement une nouvelle travée côté lac, ainsi qu’un nouvel étage et une galerie sur trois côtés ponctuée de balcons en avancée reposant sur des colonnes toscanes. La ferronnerie du garde-corps, harmonisée aux grilles latérales de l’entrée, portait les armoiries polychromées du comte sur le balcon central. Après de malheureux travaux en 1953, le bâtiment fait l’objet d’une nouvelle restauration en 1997, avec réaménagement des jardins.
Au haut du pré communal, monument Byron établi en 1924 à l'occasion du centenaire de la mort du poète.
Le Coteau, maison construite par Jacques-Louis Brocher en 1854.
Au Petit-Crève-Cœur (ch. de Ruth 14-18), maison de vigneron transformée progressivement au XVIIIe siècle en maison de maîtres avec dépendances, pavillon en belvédère et parterre. Elle comporte un fronton à ailerons concaves dessinant le pignon du côté de Genève. Théâtre du Crève-Cœur.
Les Ailes (ch. du Pré-Langard 19), villa en béton armé et à plan libre, bâtie en 1931-1932 par l’architecte Francis Quétant. Cette demeure est, sur les bords du lac, la première expression de l’avant-garde genevoise inspirée par Le Corbusier.
Ruth (ch. du Nant d’Argent 17). Grand domaine viticole constitué au XVIe siècle par la famille Favre. Aujourd’hui Institut international Notre-Dame du Lac. Maison de maître bâtie vers 1750 pour Jean-Jacques André Boissier. Grands remaniements après 1790 pour l’agronome Horace Boissier-Fabri, qui touchent notamment l’escalier l’extérieur à double volée néo-classique. Le même personnage ajoute encore en 1824, sur la façade sud-ouest, une aile avec galerie à colonnes toscanes. Intéressant bâtiment rural du XVIIIe siècle, avec grange, écuries symétriques et pigeonnier. Le jardin offre divers agréments du XIXe siècle, tels que bassin, serre, et belvédère. En 1926, cette propriété devient pensionnat, puis école. Lotissement progressif du domaine.

#### De Cologny à Bessinge
Château El Masr (route de la Capite 46). Édifice construit en 1883-1884 pour Charles Flood, par les architectes Henri Bourrit et Jacques Simmler. La haute tour carrée, crénelée, comporte quatre niveaux au-dessus d’un socle. Elle est sommée, sur l’angle, d’un observatoire prenant la forme d’une tourelle d’angle cylindrique. La tour est flanquée de deux corps de logis asymétriques. Le plus haut abrite une chapelle éclairée de grandes baies en arc brisé et portant le monogramme du commanditaire. Le porche sculpté, au haut d’un escalier monumental à double volée, est d’inspiration baroque. La dépendance, la loge et la grille protégeant cette propriété sont dans le même style. Cet ensemble, inspiré par l’architecture néo-médiévale écossaise est construit en maçonnerie de pierres de Meillerie, avec encadrements et chaînes d’angle en calcaire blanc. À l’angle de la propriété, une tour néo-médiévale romantique avait été élevée déjà plus tôt, en 1865, par l’architecte-entrepreneur Ami Demierre.
À Bessinge (communes de Cologny et Vandoeuvres) (route de la Capite 46), l’ancien domaine Tronchin est devenu en 1971 Golf-Club de Cologny. Jacob Tronchin a entrepris dès 1774 des constructions dont subsistent les deux pavillons carrés de l’entrée, une longue dépendance et un temple monoptère au nord-est du parc, porté par huit colonnes corinthiennes cannelées. La maison de maîtres a été transformée en 1851-1851 par l’architecte Jacques-Louis Brocher pour Henri Tronchin, qui y fait installer ses collections. Rénovation en 1971 pour le Golf-Club, dans le goût des années 1950.

#### Du Grand Cologny à Frontenex
Le Grand-Cologny (ch. du Guignard 1-9). Ce domaine important a été acquis en 1714 par le banquier Jean-Robert Trochin-Calandrini, qui réunit deux propriétés dont les maisons sont en partie conservées comme dépendances. La maison de maître a été élevée en 1717-1719 selon des plans du prestigieux architecte français Jean-François Blondel. Le bâtiment est caractérisé côté lac par un avant-corps à fronton brisé, surmonté d’un dôme à la Mansart. Le domaine est ensuite aménagé par ses différents propriétaires fortunés, les Gallatin, les Huber, les Necker. La maison de maître est rénovée en 1907-1909 par les architectes Gustave Brocher et Wilhelm Bettinger, avec adjonction d’un porche d’entrée et d’un portique-véranda sur colonnes toscanes au sud. La façade conçue par Blondel est transformée en 1942-1943 pour Martin Bodmer par les architectes Emile Hornung et Charles van Berchem, qui apportent un nouveau fronton et de nombreux aménagements intérieurs.
Ancien domaine Mallet (ch. Le-Fort 1). Propriété acquise en 1706 par Gédéon Mallet-De la rive, avec maison haute, grange et bâtiment de vigneron. La nouvelle maison de maître construite en 1706-1707 affiche un volume simple, tout juste marqué d’un fronton en toiture. Les dépendances (logement, grange, écurie et pressoir), essentiellement des années 1770, abritent aujourd’hui le domaine viticole de la Vigne Blanche.
Un autre bâtiment de l’ancien domaine Mallet (ch. Le-Fort 5) a été racheté en 1720 par le banquier Gédéon Mallet-De la Rive. Celui-ci fait ajouter une maison de maître qui ferme la cour à l’ouest. La façade la plus ornée, côté lac, présente une porte axiale d’ordre toscan précédée d’un escalier. Sans doute cette demeure servait-elle à l’origine de galerie d’apparat.
Ancien domaine Picot (Plateau de Frontenex 11), constitué à partir de 1623 par la famille Trembley. La maison de maître a été reconstruite en 1809-1810 par Daniel Picot pour son oncle, l’historien Jean Picot. Transformations en 1912 par les architectes Picot & Bonnard. Maison acquise en 1957 par la Ville de Genève et aménagée en crèche en 1992.
Ancien domaine Saladin (Plateau de Frontenex 1-2). Propriété constituée à partir du XVIIe siècle par la famille Saladin avec maison haute et dépendances en terrasse. Le banquier Jean-Daniel Saladin, voulant reconstruire la maison de maître, fait appel en 1715 à l’architecte Joseph Abeille, mais trouve son projet trop coûteux et donne finalement la préférence aux plans proposés par Jean-Michel Billon en 1730, et encore quelque peu modifiés pour la construction en 1731-1733. Ce bâtiment affiche un volume simple, presque cubique, à fenêtres légèrement cintrées et marquées de crossettes à l’étage. Remarquable grille en ferronnerie à l’entrée, de 1735. Par la suite, Abraham Auguste Saladin-de Budé, propriétaire de 1782-1822, crée en 1789 un pavillon miniature qui mêle les motifs classiques et néogothiques ; il ajoute en 1814-1821 une aile basse au sud de la maison de maître, aile soutenue côté jardin par des colonnes doriques jumelées supportant une arcature surbaissée. Les serres et l’orangerie ont été ajoutées entre 1814 et 1819. La Confédération suisse acquiert la maison de maître en 1973 et y établit la résidence du représentant permanent de la Suisse auprès des Nations-Unies .
Ancien domaine Calandrini (Plateau de Frontenex 3-3bis). Cette maison de maître est reconstruite vers 1754-1755 pour le banquier François Calandrini.

#### Phare Ylliam
Le phare Ylliam situé à l'entrée de la rade de Genève est construit en 2025.

### Littérature et patrimoine écrit
Cologny est citée dans Belle du Seigneur d'Albert Cohen comme le lieu de résidence d'Ariane, Adrien, Antoinette et Hippolyte Deume : « La lettre est à adresser à madame Adrien Deume, Cologny. » (Solal s'adressant à Mangeclous).
La célèbre Fondation Martin Bodmer a son siège et musée à Cologny.

### Héraldique
| Blason | Blasonnement : D'azur à la colonne d'argent, le fût chargé de la date de 1814 de sable, posée sur une champagne d'argent. Commentaires : La colonne qui figure sur les armoiries de Cologny et qui leur donne le caractère d'armes parlantes, rappelle celle du Port Noir où débarquèrent les Suisses le 1er juin 1814. Ces armoiries ont été adoptées par le Conseil municipal de la commune de Cologny le 4 avril 1922. |

### Habitants célèbres
De nombreuses personnalités, personnalités du monde des affaires ou du spectacle, oligarques russes ou encore membres de la famille royale saoudienne, ont habité ou habitent à Cologny. Parmi elles, on peut citer :
- Gustave Ador[27]
- Jean Alesi[27]
- Charles Aznavour[27]
- Claude Berda[27]
- Nicolas Bouvier
- Lord Byron (1788-1824), poète anglais
- Khariton Chavichvily (1886-1975), réfugié géorgien enterré à Cologny
- François Dalle
- Patrick Drahi[27]
- Victor Frankenstein, personnage de fiction (Mary Shelley y eut l'idée d'écrire son roman[27])
- Gulnora Karimova[27]
- Jean-Claude Killy[27]
- Henri Leconte
- Jacques Lejeune
- Johannes von Müller (1752-1809), historien suisse
- Michel Mulliez[27]
- Alain Prost[27]
- Dmitri Rybolovlev[27]
- Klaus Schwab[27]
- Gérard Wertheimer[27]
- Roger Zannier[27]
- Kim Jong-nam[28]